# Stillingia texana
Stillingia texana är en törelväxtart som beskrevs av Ivan Murray Johnston. Stillingia texana ingår i släktet Stillingia och familjen törelväxter. Inga underarter finns listade i Catalogue of Life.